# Savoryella fusiformis
Savoryella fusiformis är en svampart som beskrevs av W.H. Ho, K.D. Hyde & Hodgkiss 1997. Savoryella fusiformis ingår i släktet Savoryella, klassen Sordariomycetes, divisionen sporsäcksvampar och riket svampar.   Inga underarter finns listade i Catalogue of Life.